# Smolniki (Łęsko)
Smolniki – nieoficjalna część osady Łęsko, w województwie zachodniopomorskim, w powiecie goleniowskim, w gminie Goleniów, na prawym brzegu Iny.
Obecnie zabudowa jedna tj. zagroda (leśniczówka) stanowi część miejscowości Łęsko (sołectwo Bolechowo).
Do 1945 r. poprzednią niemiecką nazwą przysiółka była Theerofen. W 1948 r. ustalono urzędowo polską nazwę osady Smolniki.